# Xigang (Tainan)
Xigang, oder auch Sigang (chinesisch 西港區, Tongyong Pinyin Sigǎng Cyu, W.-G. Hsi1-kang3 Ch'ü1, Pe̍h-ōe-jī Sai-káng-khu) ist ein Bezirk der regierungsunmittelbaren Stadt Tainan im Südwesten der Republik China auf Taiwan.

## Lage und Beschreibung
Xigang liegt etwa 10 Kilometer nördlich des historischen Stadtzentrums von Tainan in der Jianan-Ebene, einer Schwemmebene im Südwesten der Insel Taiwan. Der Bezirk hat ungefähr die Form eines gleichschenkligen spitzwinkligen Dreiecks, dessen Spitze Richtung Südosten zeigt. Die maximale Ausdehnung des Bezirks beträgt etwa 9,6 Kilometer. Die südwestliche Begrenzung bildet zu großen Teilen der Fluss Zengwen (曾文溪,  Zēngwén Xī). Nur der Ortsteil Xinfu (s. u.) liegt südlich des Flusses. Die angrenzenden Bezirke sind Anding im Südwesten, in einem kleinen Abschnitt Annan im Süden, Qigu im Westen, Jiali im Nordwesten und Madou im Nordosten.

## Geschichte
Xigang entstand als Örtlichkeit im 18. Jahrhundert zur Regierungszeit Kangxis und Qianlongs. Der Name (Xigang = „Westhafen“) weist darauf hin, dass damals ein Zugang zum Meer über die später durch Sedimenteintrag verlandete Taijiang-Lagune (臺江內海,  Táijiāng Nèihǎi – „Taijiang-Binnenmeer“) bestand. Nach dem Ende der japanischen Kolonialherrschaft (1895–1945) wurde Xigang eine Landgemeinde (鄉,  Xiāng) im 1946 neu gebildeten Landkreis Tainan in der Republik China. Am 25. Dezember 2010 wurde der Landkreis in die Stadt Tainan eingemeindet und Xigang wurde zu einem Stadtbezirk (區,  Qū).

## Bevölkerung
Die indigene Bevölkerung macht etwa 0,2 Prozent aus.
| Gliederung Xigangs |
|                    |

## Verwaltungsgliederung
Ab 1946 war die damalige Landgemeinde Xigang in 14 Dörfer (村,  Cūn) eingeteilt. 1978 wurden drei weitgehend entvölkerte Dörfer aufgelöst und 1988 eines (Qing’an) neu geschaffen. Seitdem ist Xigang in 12 Dörfer (ab 2010: 里,  Lǐ – „Ortsteile“) eingeteilt.
Am 29. Januar 2018 wurden die Grenzen der einzelnen Ortsteile neu gezogen. Die Zahl blieb dabei unverändert.
1 Jinsha (金砂里)

2 Houying (後營里)

3 Shelin (檨林里)

4 Gangdong (港東里)

5 Xigang (西港里)

6 Yingxi (營西里)

7 Qing’an (慶安里)

8 Liucuo (劉厝里)

9 Zhulin (竹林里)

10 Nanhai (南海里)

11 Yongle (永樂里)

12 Xinfu (新復里)

## Verkehr
Die beiden Hauptverkehrsachsen von Xigang sind die Provinzstraße 19, die den Bezirk zentral in südsüdöstlicher Richtung durchquert und den Fluss Zengwen auf einer Brücke überquert, und die Kreisstraße, die etwa in nordöstlicher Richtung verläuft und dabei die Provinzstraße 19 kreuzt. Im äußersten östlichen Abschnitt (Ortsteil Shelin) nimmt auch die Nationalstraße 1 einen kurzen Verlauf durch Xigang.

## Wirtschaft
Xigang ist überwiegend landwirtschaftlich geprägt. Die landwirtschaftlich genutzte Fläche beträgt 1842 Hektar. Hauptsächlich werden Reis, Zuckerrohr und Mais angebaut. Die Fläche, auf der Aquakultur betrieben wird, beläuft sich auf 148 ha. Seit etwa dem Jahr 2003 wird aktiv der Sesam-Anbau gefördert und Sesam als Spezialprodukt Xigangs beworben. Die Sesam-Anbaufläche liegt bei etwa 250 ha.

## Besonderheiten und touristische Ziele
Als sehenswert gilt der Qing’an-Tempel (慶安宮,  Qìng'ān Gōng, ) im gleichnamigen Ortsteil, dessen Anfänge auf das Jahr 1712 zurückgehen. Alle drei Jahre finden hier in der Mitte des vierten Mondmonats religiöse Zeremonien statt, die in der feierlichen Verbrennung einer Schiffs-Nachbildung kulminieren.

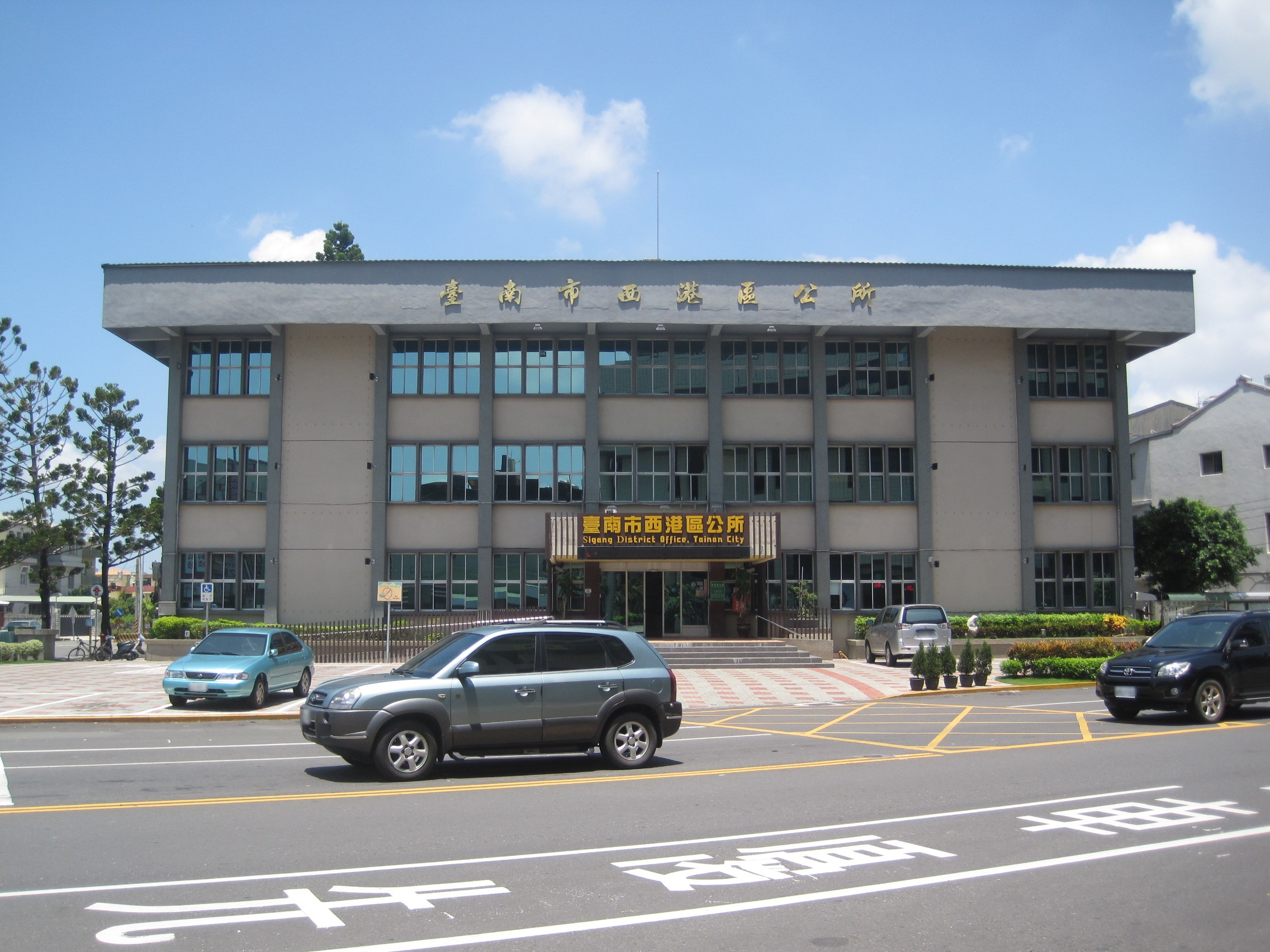
Bezirksbüro von Xigang
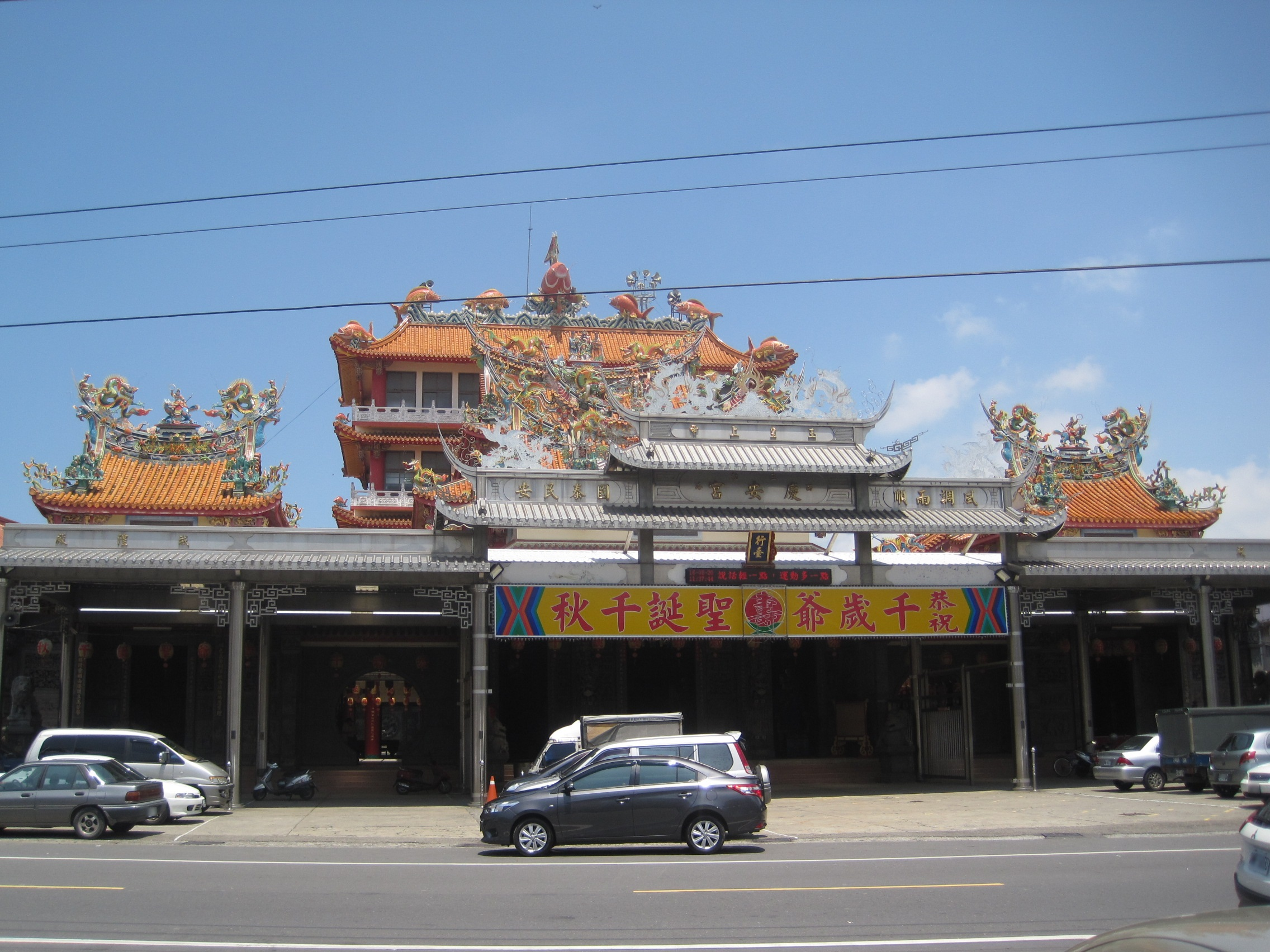
Qing’an-Tempel